# Dorsum Grabau
Il Dorsum Grabau è una catena di creste lunari intitolata al geologo e paleontologo tedesco-statunitense Amadeus William Grabau nel 1976. Si trova nel Mare Imbrium e ha una lunghezza di circa 121 km.